# Hetterbach (Modau)
Der Hetterbach ist ein Bach im südlichen Hessen im Einzugsgebiet der Modau. Er fließt im kreisfreien Darmstadt im Stadtteil Eberstadt. Von seiner Quelle bis zu seiner Mündung in einen weit abseits der Modau gelegenen Teich am Nordostrand der Ortschaft ist der Bach 1,8 km lang. Nach dem Teich verschwindet das rechtsseitige Gewässer im Untergrund versickernd.
Benannt wurde der Hetterbach nach dem Hettersberg, dem heutigen Prinzenberg.

## Verlauf
Das Einzugsgebiet des Hetterbachs liegt im zur naturräumlichen Haupteinheit Bergstraße gehörenden Naturraum Eberstädter Becken. Der Bach entsteht in einem Sumpfgebiet im Darmstädter Wald zwischen dem nahen Prinzenberg (241 m ü. NHN) im Westen, dem Kirchberg (244 m) im Osten und dem Lindenberg (254,1 m) im Südosten und fließt durchweg südwestwärts.
Schon wenig nach seinem Ursprung unweit der Stadtgrenze zur Gemarkung Nieder-Ramstadt der Nachbargemeinde Mühltal im Landkreis Darmstadt-Dieburg verstärkt nahe dem Waldsaum vom Melitabrunnen her zulaufendes Wasser den Hetterbach. Danach verlässt er den Wald und durchzieht, teils von einer Baumgalerie begleitet, eine wegen vieler Obstwiesen nicht sehr offene Flur und darin vier Teiche.
Am Nordostrand von Eberstadt endet der Hetterbach in einem am Westrand des Eichwäldchens (bis 224 m) liegenden Teich, der keinen oberirdischen Abfluss mehr hat. Vielmehr fließt sein Wasser in Talsenke und versickert im sandigen Untergrund.

## Toponyme
1. 1489: in der Hetterbach
2. 1489: am Hetterberg (bis 1542)
3. 1699: ziehen aufs Häderbacher Rech
4. undatiert: In der Hirtenbach
5. undatiert: Hetterbacher Wiese
6. heute: Hetterbach

## Etymologie
Der Bachname Hetterbach gehört zum Gewannname Hetterbach.
Der Hetterbach fließt am Fuß des Hetterbergs entlang.
Der Bergname Hetterberg ist wahrscheinlich eine Klammerform von Hetter(bach)berg.